# جرج ولنتین (کشتی شکسته)
جرج ولنتین (کشتی شکسته) (به انگلیسی: Georges Valentine (shipwreck)) یک کشتی است که طول آن ۱۸۹ فوت ۷ اینچ (۵۷٫۷۹ متر) می‌باشد. این کشتی در سال ۱۸۶۹ ساخته شد.